# Лубенська вулиця (Труханів острів)
Лубе́нська вулиця — зникла вулиця міста Києва, що існувала в робітничому селищі на Трухановому острові. Пролягала від вулиці Конторської до Матвіївської затоки.
Прилучалася Полтавська вулиця.

## Історія
Виникла під такою ж назвою 1907 року під час розпланування селища на Трухановому острові. Восени 1943 року при відступі з Києва німецькі окупанти спалили селище на острові, тоді ж припинила існування вся вулична мережа включно із Лубенською вулицею.
1953 року таку ж назву здобула нова вулиця в місцевості Чорна гора.